# Campeonato Amateur de Guayaquil 1935
El Campeonato Amateur de Guayaquil de 1935, más conocido como Liga de Guayaquil 1935, fue la 14.ª edición de los torneos amateurs del Guayas y fue organizado por la FEDEGUAYAS.
Para este torneo se coronaría por primera vez el cuadro de Italia tras golear en la penúltima fecha ante el cuadro del LDE(G) por marcador de 2-0, mientras que el subcampeonato se lo llevaría el cuadro del Patria, el cuadro más goleador sería el Italia que marcaría 34 goles a favor, mientras que el Berlín SC que sería el equipo que descendiera a final de temporada con un total de 40 goles en contra siendo este el equipo con más goles en contra del torneo. Mientras que el equipo que ascendiera tras ganar el torneo de la división intermedia sería el cuadro del 9 de Octubre, se marco un total de 172 goles de los cuales las mayores goleadas del torneo fueron por parte del conjunto de Italia por 6-1 ante Berlín SC  y de Daring por marcador de 6-2 ante el mismo Berlín SC.
El Italia obtendría por segunda vez el título, mientras que el Patria obtendría su tercer subcampeonato.

## Formato del torneo
La Liga de Guayaquil 1935 se jugó con el formato de una sola etapa y fue de la siguiente manera:
Primera Etapa (Etapa Única)
La Primera Etapa se jugaría un todos contra todos en encuentros de ida y vuelta dando un total de 14 fechas en la cual se definirá al campeón e subcampeón de la temporada a los dos equipos de mejor puntaje, en el caso del descenso bajaría el equipo de peor campaña a al división Intermedia.

## Sede
| Guayaquil        |
| ---------------- |
| Municipal        |
| Capacidad: 5 000 |
|                  |

## Equipos participantes
Estos fueron los 7 equipos que participaron en la Liga de Guayaquil de 1936.
| Equipos participantes | Equipos participantes | Equipos participantes | Equipos participantes |
| --------------------- | --------------------- | --------------------- | --------------------- |
| Berlín SC             | Italia                | Norte América         | Patria                |
| Daring                | LDE(G)                | Panamá                |                       |

## Única Etapa

### Partidos y resultados
| Fecha 1      | Fecha 1   | Fecha 1          |
| Equipo Local | Resultado | Equipo Visitante |
| ------------ | --------- | ---------------- |
| Norteamérica | 5-0       | Italia           |
| Patria       | 2-2       | Berlín SC        |
| Daring       | 2-1       | Panamá           |

| Fecha 2      | Fecha 2   | Fecha 2          |
| Equipo Local | Resultado | Equipo Visitante |
| ------------ | --------- | ---------------- |
| Panamá       | 3-2       | LDE(G)           |
| Italia       | 3-1       | Daring           |
| Norteamérica | 0-0       | Patria           |

| Fecha 3      | Fecha 3   | Fecha 3          |
| Equipo Local | Resultado | Equipo Visitante |
| ------------ | --------- | ---------------- |
| Norteamérica | 2-0       | LDE(G)           |
| Berlín SC    | 0-5       | Panamá           |
| Patria       | 4-4       | Daring           |

| Fecha 4      | Fecha 4   | Fecha 4          |
| Equipo Local | Resultado | Equipo Visitante |
| ------------ | --------- | ---------------- |
| LDE(G)       | 1-0       | Berlín SC        |
| Norteamérica | 0-0       | Panamá           |
| Patria       | 3-1       | Italia           |

| Fecha 5      | Fecha 5   | Fecha 5          |
| Equipo Local | Resultado | Equipo Visitante |
| ------------ | --------- | ---------------- |
| LDE(G)       | 5-4       | Daring           |
| Panamá       | 2-5       | Italia           |
| Norteamérica | 4-2       | Berlín SC        |

| Fecha 6      | Fecha 6   | Fecha 6          |
| Equipo Local | Resultado | Equipo Visitante |
| ------------ | --------- | ---------------- |
| LDE(G)       | 2-3       | Italia           |
| Panamá       | 2-2       | Patria           |
| Daring       | 6-2       | Berlín SC        |

| Fecha 7      | Fecha 7   | Fecha 7          |
| Equipo Local | Resultado | Equipo Visitante |
| ------------ | --------- | ---------------- |
| LDE(G)       | 2-1       | Patria           |
| Berlín SC    | 1-3       | Italia           |
| Daring       | 4-1       | Norteamérica     |

| Fecha 8      | Fecha 8   | Fecha 8          |
| Equipo Local | Resultado | Equipo Visitante |
| ------------ | --------- | ---------------- |
| Italia       | 3-2       | Norteamérica     |
| Berlín SC    | 2-3       | Patria           |
| Panamá       | 4-3       | Daring           |

| Fecha 9      | Fecha 9   | Fecha 9          |
| Equipo Local | Resultado | Equipo Visitante |
| ------------ | --------- | ---------------- |
| LDE(G)       | 1-1       | Panamá           |
| Daring       | 2-4       | Italia           |
| Patria       | 3-1       | Norteamérica     |

| Fecha 10     | Fecha 10  | Fecha 10         |
| Equipo Local | Resultado | Equipo Visitante |
| ------------ | --------- | ---------------- |
| LDE(G)       | 2-2       | Norteamérica     |
| Panamá       | 1-2       | Berlín SC        |
| Daring       | 1-1       | Patria           |

| Fecha 11     | Fecha 11  | Fecha 11         |
| Equipo Local | Resultado | Equipo Visitante |
| ------------ | --------- | ---------------- |
| Berlín SC    | 0-6       | LDE(G)           |
| Panamá       | 2-2       | Norteamérica     |
| Italia       | 3-0       | Patria           |

| Fecha 12     | Fecha 12  | Fecha 12         |
| Equipo Local | Resultado | Equipo Visitante |
| ------------ | --------- | ---------------- |
| Italia       | 2-2       | Panamá           |
| Daring       | 0-3       | LDE(G)           |
| Berlín SC    | 3-3       | Norteamérica     |

| Fecha 13     | Fecha 13  | Fecha 13         |
| Equipo Local | Resultado | Equipo Visitante |
| ------------ | --------- | ---------------- |
| Italia       | 2-0       | LDE(G)           |
| Patria       | 1-1       | Panamá           |
| Berlín SC    | 1-0       | Daring           |

| Fecha 14     | Fecha 14  | Fecha 14         |
| Equipo Local | Resultado | Equipo Visitante |
| ------------ | --------- | ---------------- |
| Patria       | 2-1       | LDE(G)           |
| Italia       | 6-1       | Berlín SC        |
| Norteamérica | 1-3       | Daring           |

### Tabla de posiciones
|  |                      |    | Equipo        | PJ | PG | PE | PP | GF | GC | DG  | PTS |
|  | -------------------- | -- | ------------- | -- | -- | -- | -- | -- | -- | --- | --- |
|  |                      | 1. | Italia        | 12 | 9  | 1  | 2  | 34 | 20 | +14 | 19  |
|  |                      | 2. | Patria        | 12 | 4  | 6  | 2  | 22 | 20 | +2  | 14  |
|  |                      | 3. | LDE(G)        | 12 | 5  | 2  | 5  | 25 | 20 | +5  | 12  |
|  |                      | 4. | Panamá        | 12 | 3  | 6  | 3  | 24 | 22 | +2  | 12  |
|  |                      | 5. | Norte América | 12 | 3  | 5  | 4  | 23 | 22 | +1  | 11  |
|  | Bandera de Guayaquil | 6. | Daring        | 12 | 4  | 2  | 6  | 30 | 30 | 0   | 10  |
|  | Bandera de Guayaquil | 7. | Berlín SC     | 12 | 2  | 2  | 8  | 16 | 40 | -24 | 6   |

 Pts=Puntos; PJ=Partidos jugados; G=Partidos ganados; E=Partidos empatados; P=Partidos perdidos; GF=Goles a favor; GC=Goles en contra; Dif=Diferencia de gol
|  | Campeón anual.                   |
|  | Vicecampeón anual                |
|  | Descendió a la Serie Intermedia. |

### Campeón
|                    |
| Italia 1.er Título |